# Siège de Belgrade (1688)
Pour les articles homonymes, voir Siège de Belgrade.

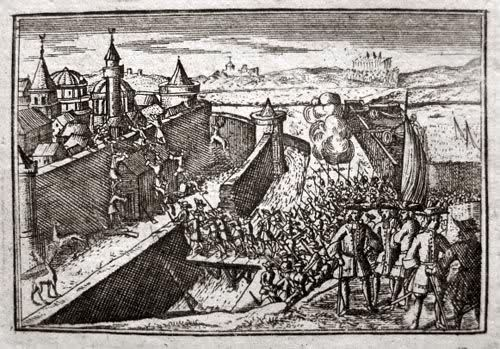
Prise de Belgrade. Gravure anonyme, 1688

Le siège de Belgrade en 1688 fut le quatrième siège de la ville pendant la grande guerre turque. Belgrade était à l'époque ottomane depuis 167 ans. L'Empire ottoman était en guerre avec la Sainte Ligue, composée des forces autrichiennes de Maximilien-Emmanuel de Bavière et de Haïdouk serbes, sous les ordres de Jovan Monasterlija.
Maximilien assiégea la ville à partir du 30 juillet 1688 et la soumit à un feu de canon de près d'un mois. Devant le refus de reddition de la garnison turque, Maximilien ordonna l'assaut le 6 septembre.
Ses troupes ainsi que les hommes de Jovan firent jonction avec l'armée d'Eugène de Savoie. La Sainte Alliance perdit 4 000 hommes pendant l'assaut tandis que les Turcs subirent la perte de 5 000 hommes.
La ville resta chrétienne pendant deux ans jusqu'à sa reprise par les Turcs en 1690.